# 伍熹賢
伍熹賢（英語：Kate Ng，6月26日—），是香港女模特兒及演員，2017年出道，他曾經為YouTube頻道「啱Channel」拍片而聞名。2021年，她參加ViuTV節目《邦民人氣選：女神練習生》，當選邦民日本財務的第六代「邦民女」。她亦有瑜伽導師資格。

## 演出

### 電視劇（ViuTV）
- 2019年：《詭探前傳》 飾 學生（第1集）[2]

- 2020年：《暖男爸爸》 飾 Suki（第4集）[2]

- 2023年：《大誠實家》 飾 Mary

### 電視節目（ViuTV）
- 2021年：《邦民人氣選：女神練習生》參賽者

### 網絡電視劇
- 2018年：《暗算天機》 飾 Kathy[3]

### 電影
- 2019年：《P風暴》飾 拍賣行接待員

- 2020年：《由菱開始》 飾 童曈[4]

- 2020年：《尋找我的二月二十九》（《特登》音樂微電影）

### 舞台劇
- 2018年：《HIHI大爆炸之憎多Joke少》   [5]
- 2019年：《書虫的少年時代》[6]

### MV
- 2017年：馬嘉均《幽默感》 [7]

## 外部連結
- 伍熹賢的Facebook專頁
- 伍熹賢的Instagram帳戶